# شينتشو 7

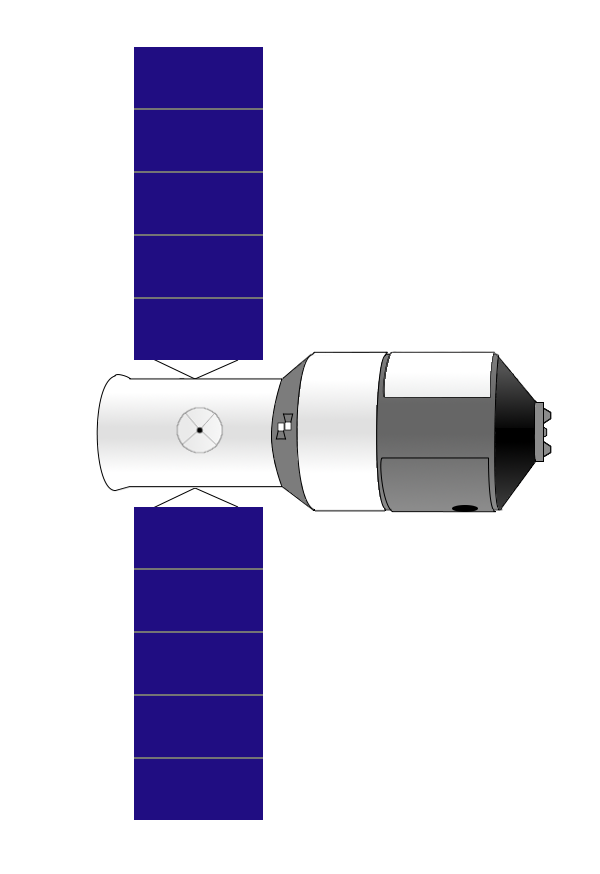
مخطط لكبسولة شينتشو المُركبة دون نشر الخلايا الشمسية للوحدة المدارية

شينتشو 7 (بالإنجليزية: Shenzhou 7)‏، وهي البعثة الفضائية المأهولة الثالثة لبرنامج الفضاء الصيني. تضمنت البعثة أول نشاط صيني خارج المركبة (EVA)، والذي نُفذ بواسطة فردين من طاقم البعثة؛ تشاي تشي قانغ وليو بومينغ، لتعلن هذه البعثة بداية المرحلة الثانية من المشروع 921 للحكومة الصينية.
أُطلقت شينتشو 7 مع طاقمها المكون من 3 أفراد يوم 25 سبتمبر 2008، بواسطة الصاروخ لونغ مارش 2 إف (CZ-2F) الذي انطلق من مركز جيوغوان لإطلاق الأقمار الصناعية في الساعة 21:10 حسب توقيت المنطقة الزمنية الوسطى (CST). استمرت البعثة ثلاثة أيام حتى هبطت المركبة بسلام في لواء سيزي وانغ وسط منغوليا الداخلية يوم 28 سبتمبر 2008 في الساعة 17:37 CST. جعل النشاط خارج المركبة، الذي نفذته بعثة شينتشو 7، البرنامج الفضائي الصيني ثالث برنامج فضائي ينفذ هذه العملية. نُفذ النشاط خارج المركبة قبل الصين بواسطة الاتحاد السوفيتي (روسيا لاحقًا) والولايات المتحدة.

## أبرز معالم البعثة
أطلق الصاروخ لونغ مارش 2 إف شينتشو 7 إلى مدار أولي إهليجي بارتفاع بين 200 كيلومتر و330 كيلومترًا وبزاوية ميلان 42.4 درجة يوم 25 سبتمبر 2008. وبعد 7 ساعات، رفعت المركبة الفضائية مدارها ليصبح أكثر دائريةً بارتفاع بين 330 كيلومترًا و336 كيلومترًا. وبعد ثلاثة أيام في الفضاء، بدأت مناورات الخروج من المدار يوم 28 سبتمبر في الساعة 08:48، وهبطت وحدة العودة في الساعة 09:37 حسب التوقيت العالمي المنسق (UTC) في الإحداثيات °42.278 شمالًا و°111.355 شرقًا.
هنأ عدد من القادة الأجانب الصين بعد إتمام هذه البعثة بنجاح، والتي تميزت بعدد من التطورات في البرنامج الفضائي الصيني، بما يشمل عدد من الإنجازات التي نُفذت للمرة الأولى.
فازت مهمة شينتشو 7 بجائزة الإنجاز الفضائي لعام 2009 من منظمة سبيس فاونديشن.

### البعثة الصينية الأولى المكونة من ثلاثة أفراد
كانت شينتشو 7 أول بعثة صينية يتكون طاقمها من ثلاثة أفراد وتستمر لعدة أيام مع تنفيذ عملية كاملة. تدرب لهذه البعثة ستة رواد فضاء، كان ثلاثة منهم طاقمًا للبعثة، وكان الثلاثة الآخرون طاقمًا احتياطيًا.

### أول عملية سير في الفضاء للصين

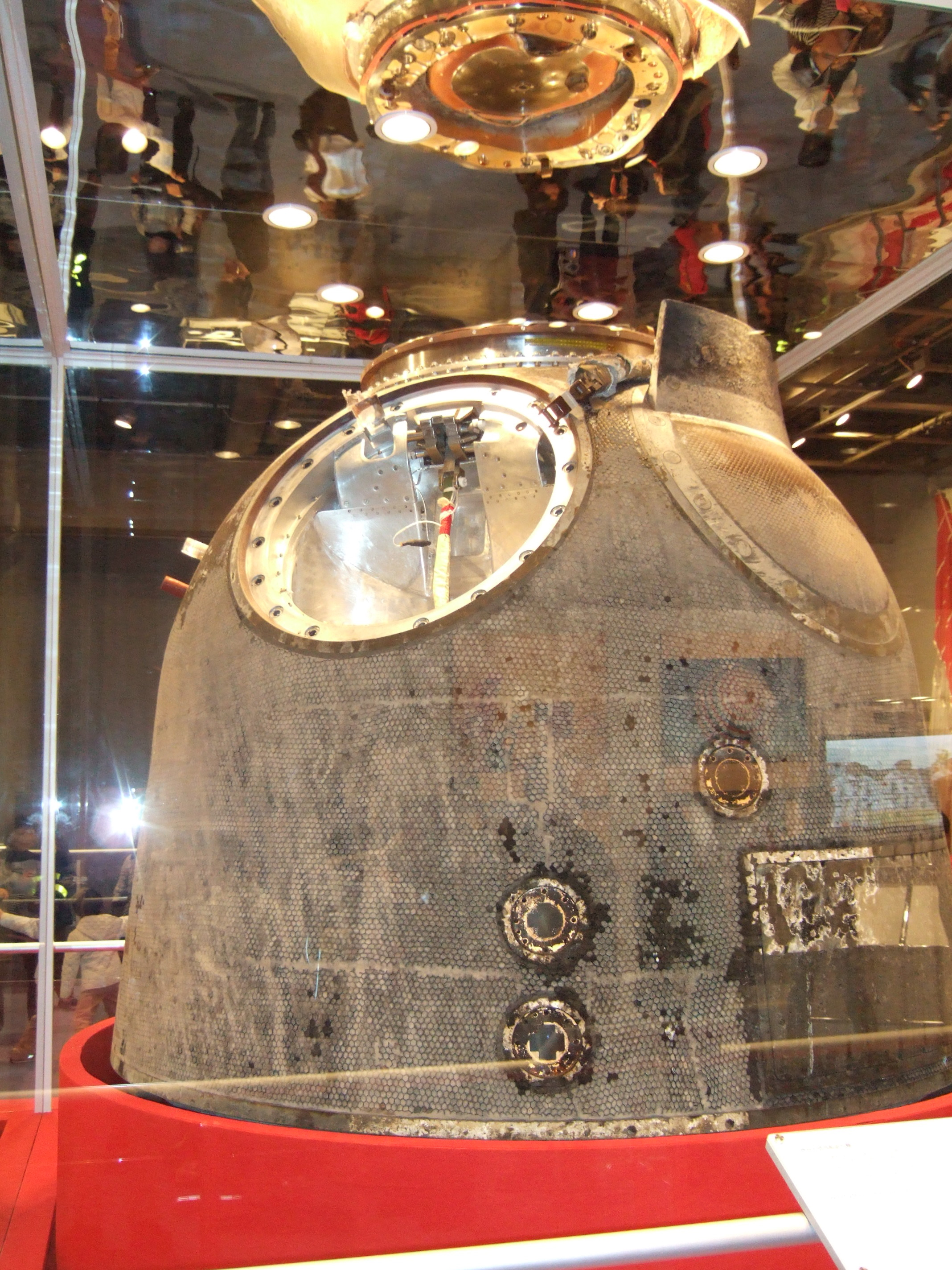
صورة: كبسولة شينتشو 4 في معرض «العودة إلى الوطن» بهونغ كونغ

في يوم 27 سبتمبر، نفذ تشاي تشي قانغ عملية سير في الفضاء لمدة 22 دقيقةً، مرتديًا بدلة فيتيان الفضائية المطورة في الصين، وتعتبر هذه العملية الأولى من نوعها لرائد فضاء صيني. خرج تشاي من الوحدة المدارية برأسه أولًا في الساعة 16:43 (08:43 بتوقيت غرينيتش) تقريبًا، ليتجول حول الوحدة المدارية، ثم استعاد بعض عينات التجارب ولوح بالعلم الصيني في الفضاء. استمرت هذه العملية لمدة 20 دقيقةً تقريبًا، إذ عاد تشاي إلى وحدته المدارية في الساعة 17:00. كان مجال السير الأول في الفضاء محدودًا للغاية: إذ كانت الكابلات المستخدمة في ربط تشاي بالحامل المثبت خارج الوحدة مدارية، وبالتالي مسار حركته، محدودةً للمناطق القريبة من مخارج الوحدة. ظل ليو بومينغ داخل غرفة الضغط في الوحدة المدارية، مرتديًا بدلة أورلان إم الروسية، لتقديم المساعدة إلى تشاي عند الحاجة. نفذ ليو أيضًا نشاطًا خارج المركبة، إذ وقف في الساعة 08:58 UTC لتسليم تشاي العلم الصيني. ظل رائد الفضاء الثالث، جينغ هاي بنغ، داخل وحدة إعادة دخول الغلاف الجوي لمراقبة الأوضاع العامة للمركبة الفضائية. وبحلول الساعة 09:00 UTC، كان الرائدان في الداخل وأُغلق باب المركبة. بُثت العملية مباشرةً عبر وسائل الإعلام الصينية، والتقطت آلتا تصوير صورًا بانوراميةً.
تتشابه بدلة فيتيان الفضائية مع بدلة أورلان إم في الشكل والحجم، وكلتاهما صُممتا لعمليات السير في الفضاء لمدة تصل إلى سبع ساعات، إذ توفر البدلتان الأكسجين لرائد الفضاء بالإضافة إلى إمكانية إخراج فضلات الجسم. وطبقًا لتقارير الإعلام الصيني، طُورت البدلة الفضائية بهذه المميزات من مقاومتها للنيران والإشعاع بواسطة عدة شركات مدنية ومؤسسات وطنية.. نُشر أن كل بدلة تبلغ تكلفتها 30 مليون رنمينبي (نحو 4.4 مليون دولار أمريكي). بخلاف قفازات بدلة فيتيان، لم تُحضر بدلات البعثة الفضائية إلى الأرض.
أُبلغ عن إنذار بوقوع حريق إلى مركز التحكم عند بداية النشاط خارج المركبة، ولكن أُكد أنه إنذار كاذب.